# Кам'янка білогруда
Кам'янка білогруда (Oenanthe monacha) — вид горобцеподібних птахів родини мухоловкових (Muscicapidae). Мешкає в Західній Азії і на північному сході Африки.

## Опис

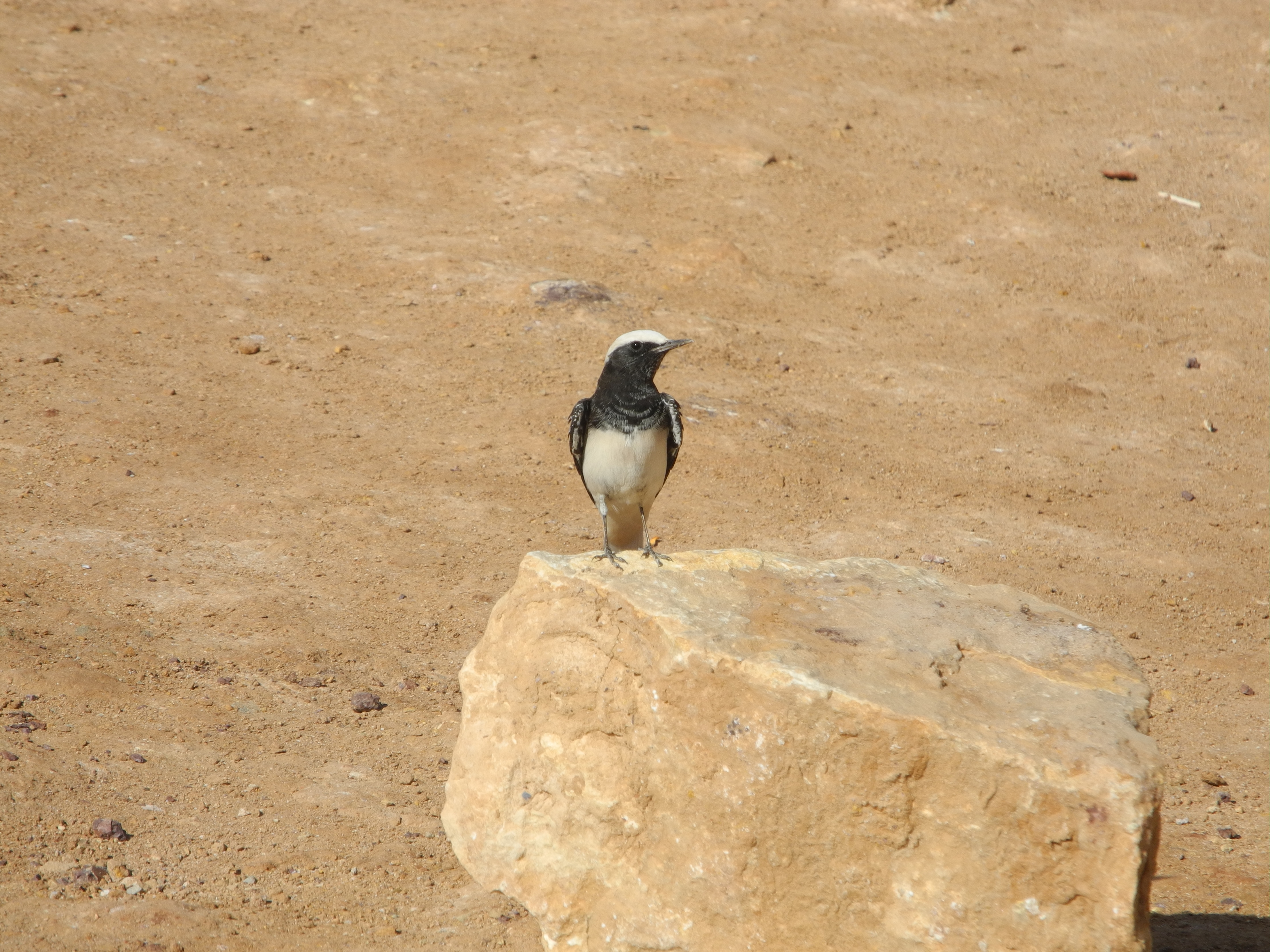
Білогруда кам'янка

Довжина птаха становить 15,5-17 см. Виду притаманний статевий диморфізм. Під час сезону розмноження у самців обличчя, спина, верхня частина грудей і крила чорні. На верхній частині голови біла пляма, живіт, нижня частина грудей і надхвістя білі. Хвіст білий, центральні стернові пера на кінці чорні, на кінчиках крайніх стерновіх пер невеликі чорні плямки. Самиці мають рівномірно піщане забарвлення, верхня частина тіла у них світліша, крила більш темні. Хвіст піщаного кольору, центральні стернові пера на кінці коричневі, на кінчиках крайніх стерновіх пер невеликі коричневі плямки. Надхвістя охристе.

## Поширення і екологія
Білогруді кам'янки поширені на північному сході Судану, на півночі і сході Єгипту, в Ізраїлі, Йорданії, Саудівській Аравії, Ємені, Омані, ОАЕ, Ірані і південному Пакистані, регулярно трапляються в Сирії, Іраці, Кувейті, Катарі і на Кіпрі. Вони живуть в кам'янистих пустелях і напівпустелях, серед скель. в сухих руслах річок (ваді). Живляться комахами, яких ловлять в польоті. Білогруді кам'янки часто трапляються поблизу водойм, де вони живляться кліщами та іншими паразитами верблюдів, яких приводять на водопій. Гніздо чашоподібне, розміщується в тріщинах серед скель. В кладці від 3 до 5 блакитнуватих яєць, поцяткованих темними плямками. Інкубаційний період триває 14-15 днів.